# Stefanie Schuster
Pour les articles homonymes, voir Schuster.
Stefanie Schuster, née le 19 avril 1969 à Mittelberg (Vorarlberg), était une skieuse alpine autrichienne.

## Palmarès

### Championnats du Monde
- Championnats du monde de 1999 à Vail (États-Unis) :
  -  Médaille de bronze en Descente.

### Coupe du Monde
- Meilleur classement au Général : 12e en 1998.
- 0 victoires en course.

### Arlberg-Kandahar
- Meilleur résultat : 17e place dans la descente et le combiné 1993-94 à Sankt Anton